# Slidsmörblomma
Slidsmörblomma (Ranunculus monophyllus) är en växtart i familjen ranunkelväxter.